# ギルザーベルク
ギルザーベルク (ドイツ語: Gilserberg) は、ドイツ連邦共和国ヘッセン州シュヴァルム＝エーダー郡に属す町村（以下、本項では便宜上「町」と記述する）である。

## 地理

### 位置
ギルザーベルクはシュヴァルム＝エーダー郡西部の町で、マールブルク＝ビーデンコプフ郡およびヴァルデック＝フランケンベルク郡と境を接している。
この町はライン＝ヴェーザー分水域を含むギルザーベルガー・ホッホラントを内包している。ライン＝ヴェーザー分水線は、首邑のギルザーベルクとリシャイト地区との間を通っている。ギルザーベルク周辺の中心部分は、ギルザ川上流が流れる高地からなる。分水線の向こう側にあたるヴォーラ川支流のヨスバッハ川やハイムバッハ川が流れる南西部の集落であるリシャイト、ヴィンターシャイト、ハイムバッハの各地区は、シュヴァルム＝エーダー郡の中でライン川流水域に属す唯一の地域である。ザクセンハウゼン、イッツェンハイン、ベルンハウゼン、アッペンハインといった集落がある町の南東部はカッツェンバッハ川やヴィーラ川支流のハルトヴァッサー川が流れており、シュヴァルム川水系（ヴェーザー川水系）に属す。
町の北部に当たるシェーンシュタイン地区はケラーヴァルトの中にあたる。この集落と北西のゲミュンデン (ヴォーラ)との町境に、この町の最高地点である海抜 585 m のヨイスト山がある。北東のシェーナウやゼプベーテローデの近くには穂マイベルク山がある。首邑であるギルザーベルク地区はケラーヴァルト＝エーダーゼー自然公園の南端にあたる。シェーンシュタインやシェーナウは自然公園内にあり、ギルザーベルクやモイシャイトはその境界上に位置している。
北東のカッセル (60 km) と南西のマールブルク (30 km) とを結ぶ連邦道 B3号線が町内を通っている。

### 隣接する市町村
ギルザーベルクは、北西はハイナ（ヴァルデック＝フランケンベルク郡）、北東はイェスベルク、南東はシュヴァルムシュタット（ともにシュヴァルム＝エーダー郡）、南はノイシュタット、南西はシュタットアレンドルフおよびラウシェンベルク、西はヴォーラタール（以上、マールブルク＝ビーデンコプフ郡）およびゲミュンデン（ヴァルデック＝フランケンベルク郡）と境を接している。

### 自治体の構成
自治体としてのギルザーベルクは、以下の11の地区からなる。首邑のギルザーベルクの他、アッペンハイン、ハイムバッハ、ベルンハウゼン御料地を含むイッツェンハイン、リシャイト、モイシャイト、ザクセンハウゼン、シェーナウ、シェーンシュタイン、ゼプベーテローデ、ヴィンターシャイト。

## 歴史
ギルザーベルクは、1262年に初めて文献に記録されている。1972年1月1日、ギルザーベルク、ハイムバッハ（文献上の初出は 1243年）、リシャイト（同 1251年）、ザクセンハウゼン（同 1224年）、シェーナウ（同 1264年）およびヴィンターシャイト（同 1231年）が合併して、自治体としてのギルザーベルク町が形成された。新しい町は、ギルザーベルガー・ホッホラントの中央に位置することから、ギルザーベルクが行政庁舎の所在地となり、町名もこの集落名が採られた。1972年4月1日にアッペンハイン（文献上の初出は 1197年）およびベルンハウゼンを含むイッツェンハイン（同 1197年）が、1974年1月1日にモイシャイト（同 1252年）、ゼプベーテローデ（同 1201年）、シェーンシュタイン（この町の創設は1843年）がギルザーベルク町に合併した。

## 宗教

### プロテスタント教会
ゼプベーテローデの牧師区にはギルザーベルクとシェーナウが、リシャイト牧師区にはハイムバッハ、ヴィンターシャイト、ザクセンハウゼン、イッツハイン、アッペンハインが属している。シェーンシュタインとモイシャイトはデンスベルク牧師区の一部である。

### ユダヤ教組織
ギルザーベルクには18世紀から1933年までユダヤ教組織があった。ユダヤ人住民が最も多かったのは1900年頃で、約70人に達した。最初のシナゴーグはおそらく19世紀の初めに建造された。1898年1月12日に新しいシナゴーグが完成した。この建物は1938年の水晶の夜で破壊された。少なくとも4人のこの町のユダヤ人住民が絶滅収容所で殺害された。現在も遺る小さなユダヤ人墓地がユダヤ人組織をしのばせる。

## 行政

### 首長
ライナー・バルト（無所属）は2012年9月16日のギルザーベルクの町長選挙で、53.4 % の票を獲得した。この選挙の投票率は 79.3 % であった。バルトは2013年1月2日から町長職に就いている
これ以前、市町村再編後の町長は以下の通り。
- 1964年 - 1988年　ヨハネス・ドレッシャー (SPD)
- 1989年 - 2000年　エルンスト・ティール (SPD)
- 2000年 - 2013年　ローター・フェストヴェーバー (SPD)

### 議会
ギルザーベルクの行儀会は、23議席からなる。

### 姉妹都市
- ロシュゼルヴィエール（フランス、ヴァンデ県）

## ギャラリー
- シェーンシュタイン城趾
- ゼプベーテローデ
- リシャイトの教会

## 引用
1. ↑  Hessisches Statistisches Landesamt: Bevölkerung in Hessen am 31.12.2023 (Landkreise, kreisfreie Städte und Gemeinden, Einwohnerzahlen auf Grundlage des Zensus 2011)]
2. ↑  ユダヤ人の歴史とシナゴーグに関する情報（2012年1月15日 閲覧）
3. ↑  Bürgermeisterwahlen: Barth gewinnt in Gilserberg, Hessische/Niedersächsische Allgemeine 2012年9月16日付け（2017年6月12日 閲覧）